# Tabanus obscurehirtus
Tabanus obscurehirtus är en tvåvingeart som beskrevs av Ricardo 1908. Tabanus obscurehirtus ingår i släktet Tabanus och familjen bromsar. Inga underarter finns listade i Catalogue of Life.